# Scamboneura curtistyla
Scamboneura curtistyla är en tvåvingeart som först beskrevs av Alexander 1971.  Scamboneura curtistyla ingår i släktet Scamboneura och familjen storharkrankar. Inga underarter finns listade i Catalogue of Life.